# Samantha Cristoforettiová
Samantha Cristoforettiová (Samantha Cristoforetti; * 26. duben 1977 Milán, Itálie) je bývalá pilotka italského vojenského letectva a od roku 2009 astronautka astronautka Evropské kosmické agentury (ESA), 538. člověk ve vesmíru. První kosmický let uskutečnila v listopadu 2014 – červnu 2015, jako členka Expedice 42/43 na Mezinárodní vesmírné stanici. Na ISS pobývala také během svého druhého kosmického letu od dubna do října 2022.

## Mládí, pilotka
Samantha Cristoforettiová se narodila v Miláně, většinu dětství prožila ve městě Male v severoitalské provincii Trento. Roku 1996 absolvovala Vědecké lyceum v Trentu. Poté studovala na Technické univerzitě v Mnichově, roku 2001 se stala magistrem v oboru strojírenství, specializovala se na raketové motory. Poté vstoupila do armády a v letech 2001–2004 studovala na Vojenské letecké akademii (Accademia Aeronautica), kde získala titul bakaláře. Další rok byla vyslána na pilotní výcvik do Spojených států. Poté sloužila jako pilotka italského vojenského letectva, nalétala přes 500 hodin na letounech SIAI-Marchetti SF-260, Cessna T-37, Northrop T-38, Aermacchi MB-339A a MB-339CD a AMX.

## Astronautka
Roku 2008 se přihlásila do 4. náboru astronautů Evropské kosmické agentury (ESA), uspěla a 20. května 2009 byla zařazena do oddílu astronautů ESA. Základní výcvik v Evropském astronautickém středisku (European Astronaut Centre) v Kolíně nad Rýnem oficiálně zakončila 22. listopadu 2010.

### 1. kosmický let
V létě 2012 byla zařazena do posádky Expedice 42/43 na Mezinárodní vesmírnou stanici (ISS), ESA jmenování oficiálně potvrdila 3. července 2012. Na stanici doletěla s ostatními členy posádky (Antonem Škaplerovem a Terry Virtsem) v Sojuzu TMA-15M v neděli 23. listopadu 2014. Na ISS Cristoforettiová pracovala ve funkci palubní inženýrky. Dne 11. června 2015 se se Škaplerovem a Virtsem vrátila na Zemi.

### 2. kosmický let
Byla vybrána jako letová specialistka mise SpaceX Crew-4, jejíž start se po několika odkladech uskutečnil 27. dubna 2022. Loď se po 16 hodinách spojila s ISS, kde se čtyři členové její posádky stali současně členy Expedice 67.
Cristoforettiová se spolu s ruským kosmonautem Olegem Artěmjevem zapojila do 3. etapy příprav robotické ruky ERA výstupem do volného prostoru 21. července 2022 od 14:50 do 21:55 UTC; stala se přitom čtvrtým evropským astronautem, který provedl výstup do vesmíru v ruském skafandru. Artěmjev nejprve postupně do prostoru za stanici manuálně odhodil deset 10 ruských CubeSatů vyvinutých na Jihozápadní státní univerzitě v ruském Kursku, které mu Cristoforettiová podávala. Dvojice poté nainstalovala plošiny a adaptér pro evropskou robotickou ruku ERA umístěnou na modulu Nauka a uvedla externí ovládací panel ERA do režimu hibernace, dokud ho nebude znovu potřeba na budoucí vycházce do vesmíru. Cristoforettiová také vyměnila ochranné sklo na osvětlovací jednotce kamery na ERA. Výstup trval 7 hodin a 5 minut.
Od 28. září do 12. října 2022 byla velitelkou ISS. Na Zemi se spolu se zbytkem posádky vrátila 14. října 2022 po 170 dnech, 13 hodinách a 2 minutách letu.